# Mord im Herbst
Die Erzählung Mord im Herbst (Originaltitel: Handen) des schwedischen Schriftstellers Henning Mankell ist der elfte Band der zwölf Bände umfassenden Wallander-Reihe. Sie erschien zuerst 2004 in den Niederlanden und erst 2013 in Schweden. 2013 erschien auch die deutsche Übersetzung.

## Hintergrund
Die Erzählung, die Mankell unter dem Arbeitstitel  Händelse om hösten (dt. Zwischenfall im Herbst) anfertigte, erschien zunächst in den Niederlanden, nachdem Mankell gebeten worden war, für einen vom holländischen Buchhandel veranstalteten „Monat des spannenden Buches“ ein Werk beizusteuern. Erst 2012 stimmte der Autor der erneuten Veröffentlichung in Schweden (unter dem Titel Handen, deutsch Die Hand) und im deutschen Sprachraum zu, als ihn die BBC-Verfilmung mit Kenneth Branagh „von der Qualität der ‚verschenkten‘ Geschichte überzeugt habe.“
Der deutschen Ausgabe ist ein längeres Nachwort des Autors beigegeben, in dem Mankell auch allgemein über die Entstehung der Figur Wallanders reflektiert und u. a. erwähnt, dass er sich bei dessen „Geburtsjahr“ 1948 an seinem eigenen orientiert habe.

## Inhalt
Die Handlung spielt im Jahr 2002: Kommissar Kurt Wallander lebt zunächst in einer problematischen Wohngemeinschaft mit seiner Tochter und Berufskollegin Linda. Kollege Martinsson empfiehlt ihm ein Anwesen in Löderup, nahe bei dem Hof gelegen, auf dem Wallanders Vater lebte. Bald darauf findet Wallander im Obstgarten dieses einsam gelegenen Bauernhofs eine skelettierte Hand, die aus dem Boden ragt. Die Hand gehörte, wie sich bald herausstellt, zu einer Frauenleiche, die vor Jahrzehnten dort vergraben wurde; bald schließt sich ein weiterer Skelettfund an und Wallanders Ermittlungen konzentrieren sich auf die ehemaligen Bewohner des Hofs, der sich als Schauplatz einer Familientragödie entpuppt.

## Kritik
Die Süddeutsche Zeitung verglich den Film mit seiner Vorlage und notierte:

„Dem Film allerdings wurde einiges an Fleisch beigegeben, wo die Vorlage buchstäblich nur Knochen anbietet. Die novellenhafte Kürze und die stoffliche Askese mögen dem Anlass und dem damit verknüpften Prinzip des geringsten Aufwandes geschuldet sein, aber man könnte auch ein stilistisches Experiment darin sehen, den Versuch, eine Krimihandlung auf die notwendigsten Elemente zu reduzieren.“

## Verfilmung
- An Event in Autumn (Kommissar Wallander: Ein Mord im Herbst) (2012)